# Піскові фракції

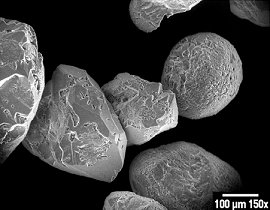
Електронне фото частинок піску.

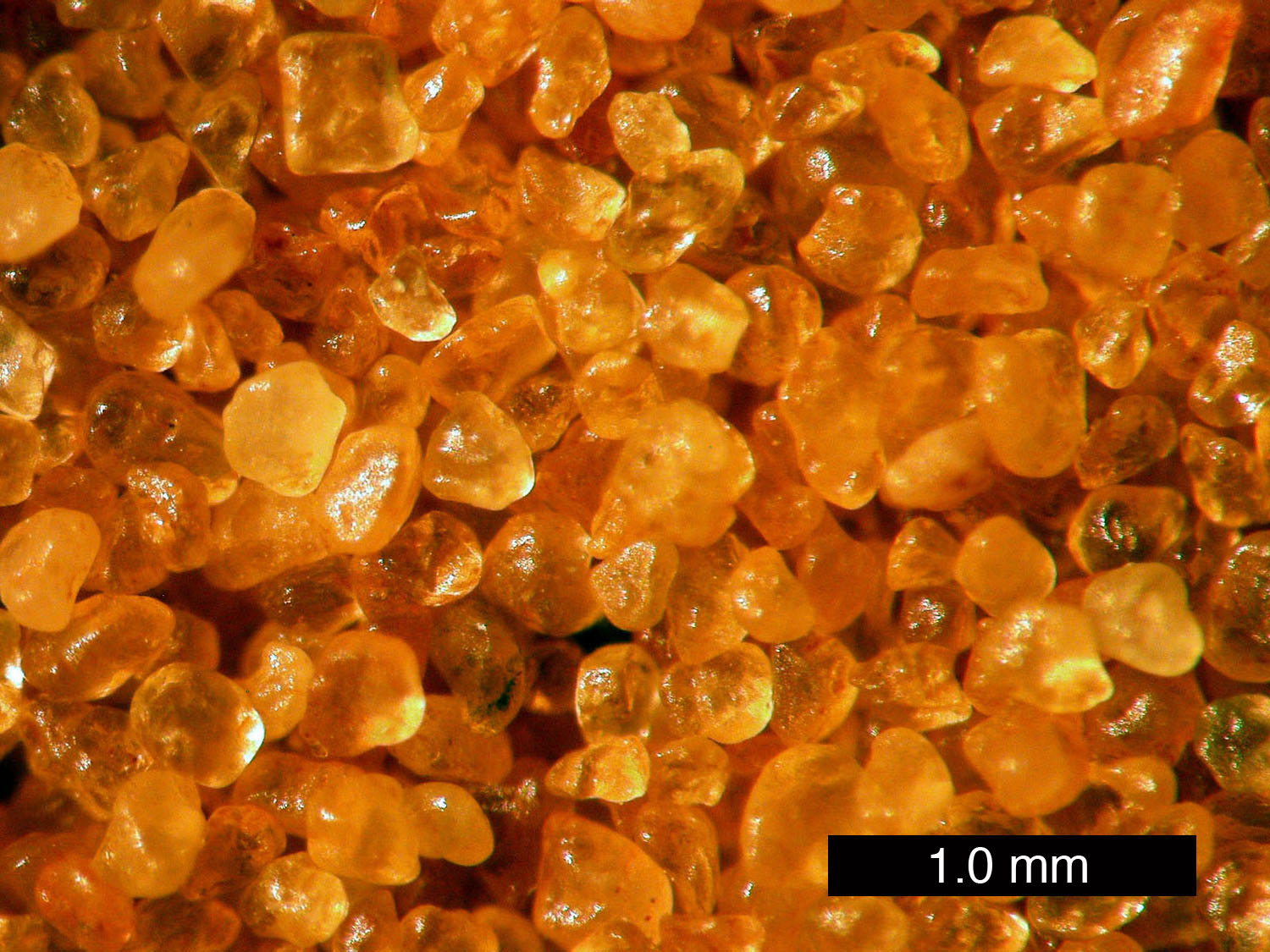
Пісто к з Coral Pink Sand Dunes State Park. Штат Юта, США.

Піскові фракції (рос. песчаные фракции, англ. sandy fractions, нім. Sandgattungen f pl, Sandprodukte n pl) — у мінералогії, геології, збагаченні корисних копалин — частинки розміром більше 0,14 мм. За іншими джерелами — фракції 0,1-1(3) мм.